# Roberto Castagnola
Roberto Castagnola (ur. 1899, zm. ?) – argentyński piłkarz, grający podczas kariery na pozycji obrońcy.

## Kariera klubowa
Roberto Castagnola piłkarską karierę rozpoczął w Racing Club de Avellaneda w 1918. Z Racingiem czterokrotnie zdobył mistrzostwo Argentyny w 1918, 1919, 1921 i 1925. W latach 1927–1928 występował w CS Palermo.

## Kariera reprezentacyjna
W reprezentacji Argentyny Castagnola występował w latach 1918-1923. W reprezentacji zadebiutował 15 sierpnia 1918 w zremisowanym 0-0 meczu z Urugwajem, którego stawką było Gran Premio de Honor Argentino. W 1919 wystąpił w Mistrzostwach Ameryki Południowej.
Na turnieju w Rio de Janeiro wystąpił w dwóch meczach z Brazylią i Chile. Ostatni raz w reprezentacji wystąpił w 10 sierpnia 1924 w zremisowanym 0-0 meczu z Urugwajem, którego stawką była Copa Ministro de Relaciones Exteriores. Ogółem barwach albicelestes wystąpił w 10 meczach.
| Mecze i gole w reprezentacji | Mecze i gole w reprezentacji | Mecze i gole w reprezentacji | Mecze i gole w reprezentacji | Mecze i gole w reprezentacji | Mecze i gole w reprezentacji | Mecze i gole w reprezentacji |
| #                            | Data                         | Miasto                       | Przeciwnik                   | Gol                          | Wynik                        | Rozgrywki]                   |
| ---------------------------- | ---------------------------- | ---------------------------- | ---------------------------- | ---------------------------- | ---------------------------- | ---------------------------- |
| 1.                           | 15.08.1918                   | Buenos Aires                 | Urugwaj                      |                              | 0:0                          | Gran Premio                  |
| 2.                           | 20.09.1918                   | Montevideo                   | Urugwaj                      |                              | 1:1                          | Copa Lipton                  |
| 3.                           | 29.09.1918                   | Buenos Aires                 | Urugwaj                      |                              | 2:0                          | Copa Newton                  |
| 4.                           | 18.05.1919                   | Rio de Janeiro               | Brazylia                     |                              | 1:3                          | Copa América                 |
| 5.                           | 22.05.1919                   | Rio de Janeiro               | Chile                        |                              | 4:1                          | Copa América                 |
| 6.                           | 01.06.1919                   | Rio de Janeiro               | Brazylia                     |                              | 3:3                          | Copa Cherry                  |
| 7.                           | 24.08.1919                   | Montevideo                   | Urugwaj                      |                              | 1:2                          | Copa Newton                  |
| 8.                           | 07.09.1919                   | Buenos Aires                 | Urugwaj                      |                              | 1:2                          | Copa Lipton                  |
| 9.                           | 08.12.1923                   | Avellaneda                   | Urugwaj                      |                              | 2:3                          | Copa Ministro                |
| 10.                          | 10.08.1924                   | Buenos Aires                 | Urugwaj                      |                              | 0:0                          | Copa Ministro                |